# Tomopteris
Tomopteris (tiếng Tân La Tin mượn từ tiếng Hi Lạp nghĩa là "cắt" + "cánh" nhưng lại có nghĩa là "vây") là chi sinh vật phù du tên là polychaete. Nếu bị quấy rầy, một số loài được biết đến có khả năng phun tia lửa thuộc họ parapodia. Loài Tomopteris nisseni là sinh vật biển có khả năng phát quang màu vàng (bioluminescence).

## Các loài
- Tomopteris elegans
- Tomopteris helgolandica
- Tomopteris pacifica
- Tomopteris planctonis
- Tomopteris nisseni
- Tomopteris renata
- Tomopteris cavalli
- Tomopteris septentrionalis Steenstrup